# Avon (Senna e Marna)
Avon (pronuncia francese /a.vɔ̃/) è un comune francese situato nel dipartimento di Senna e Marna nella regione dell'Île-de-France.

## Geografia
Avon è situata a 17,5 km da Melun, forma un unico agglomerato urbano con la cittadina di Fontainebleau.

## Società

### Evoluzione demografica
Abitanti censiti

## Infrastrutture e trasporti
La cittadina è dotata di una propria stazione ferroviaria posta lungo la linea Parigi-Marsiglia. È servita dai treni regionali TER Bourgogne-Franche-Comté e da quelli suburbani della linea R del Transilien.

## Monumenti e luoghi d'interesse
- Chiesa di San Pietro (Avon)